# Протесты и захват административных зданий в городах Украины (зима 2014 года)
Акции протеста и захват административных зданий в городах Украины (зима 2014 года) — массовые акции протестов с захватом административных зданий, устранения и освобождении от должностей председателей областных, городских и районных госадминистраций, председателей областных советов и их заместителей и т. п., продолжавшиеся на Украине с 22 января 2014 года в ходе Евромайдана. Эти протесты стали реакцией на принятие Верховной Радой Украины так называемых «диктаторских» законов 16 января во время политического кризиса.
На 24 января было захвачено 8 администраций: Киевская, Львовская, Тернопольская, Хмельницкая, Ровенская, Черновицкая, Житомирская, Ивано-Франковская. Также были заблокированы Волынская (в Луцке), Закарпатская (в Ужгороде).
Черкасская, хоть и была взята штурмом, затем была отражена милицией. Также шли митинги у администраций Запорожья, Одессы и Днепропетровска.
25 января штурмом был взят Полтавский облсовет и Волынская областная государственная Администрация (ОГА).

## Автономная Республика Крым
В Симферополе 28 января несколько тысяч активистов вышли на митинг инициированный Меджлисом «против диктатуры на Украине». Акция прошла без жертв, несмотря на слухи о возможных провокациях и насилия со стороны пророссийских сил. Однако, чтобы избежать столкновений, организаторам митинга пришлось перенести мероприятие возле здания Постоянного представительства президента Украины в Крыму. Митинг поддержали также активисты крымского Евромайдана и проукраинских организаций. Акция протеста прошла без эксцессов, хотя пророссийские активисты митинговали за несколько сотен метров от Представительства президента, а некоторые из них подходили ближе и наблюдали за митингом через дорогу.

## Винницкая область

### Винница
В ночь с 22 на 23 января 2014 в городе состоялся координируемый через социальные сети рейд активистов Евромайдана. В районе железнодорожного вокзала был разогнаны те, кто хотел уехать на антимайдан в Киев и остановлено 2 автобуса, в частности в одном было разбиты окна, а в другом — проколоты шины. Возле автовокзала состоялась небольшая потасовка, в которую вмешалась милиция.
25 января 2014 внеочередная сессия Винницкого областного совета должна была принять бюджет на 2014 год. Также на повестке дня стоял вопрос об обращении депутатов областного совета к президенту Украины и Верховной Раде относительно общественно-политической ситуации на Украине. До начала сессии перед зданием винницкой ОГА уже стояло несколько тысяч митингующих. Периметр облгосадминистрации был отцеплен примерно четырьмя сотнями правоохранителей.
Захват помещения Винницкого областного совета прошел без жертв. В сессионном зале в самом начале работы сессии началась паника из-за взрывов на улице и в фойе здания ОГА. (Исчез один из организаторов захвата и провозглашения ВНР Чумак Сергей).

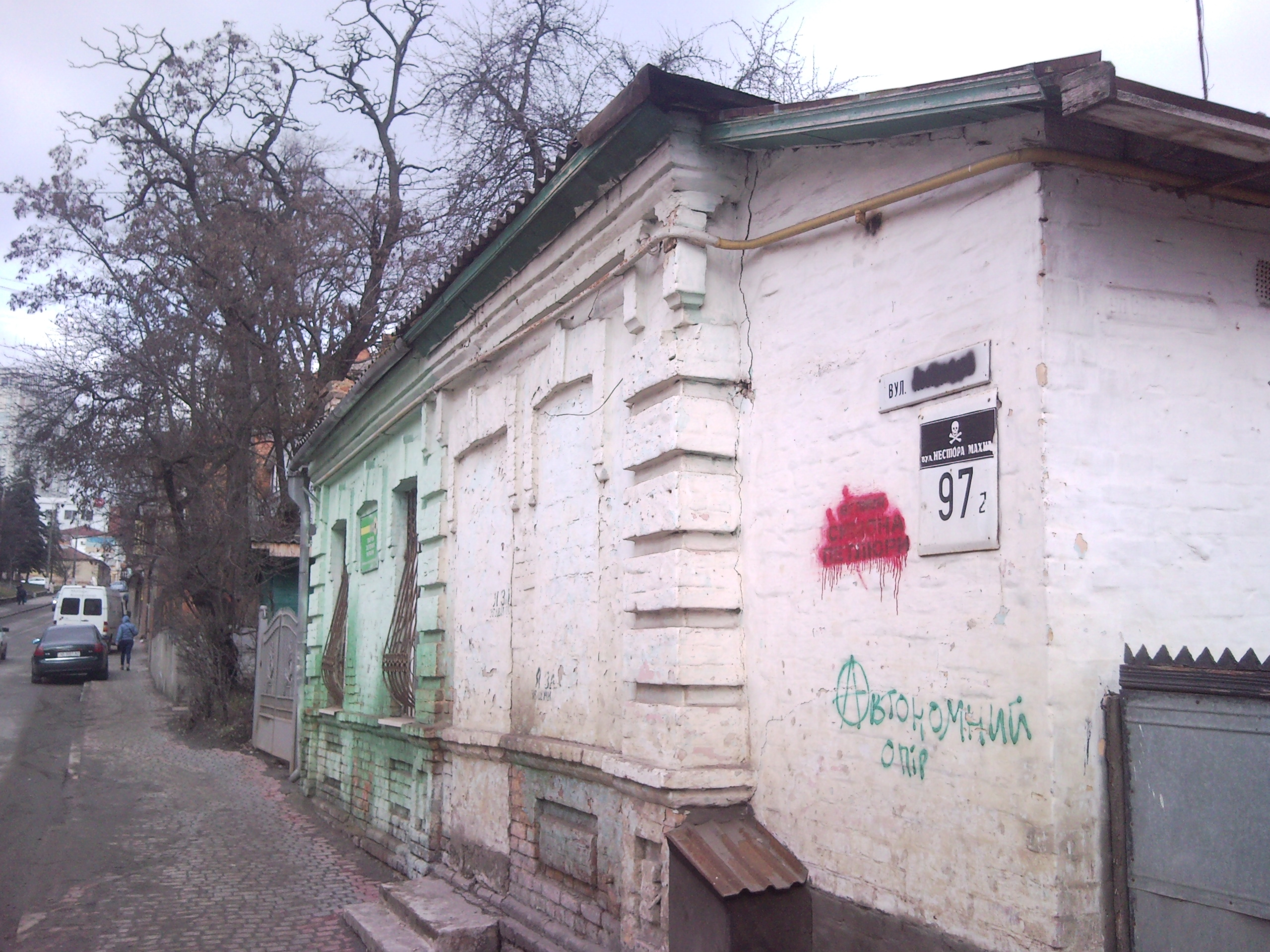
24.02.2014. Винница. Последовательное «переименование» улицы Козицкого, в улицу Петлюры, а затем в улицу Махно.

В первые минуты захвата здания областной Администрации пострадало несколько активистов — им разбили лицо. Штурм начали со словами «Банду геть» и «Милиция с народом».
Председатель администрации Винниччины Иван Мовчан вместе с начальником областного УВД Виктора Русина и председателя облсовета Сергей Татусяк вышел к митингующим на улицу и сообщил, что на нём лежит ответственность за судьбу 1,6 миллиона жителей области, а поэтому он не будет подавать в отставку.
В захваченном сессионном зале под координацией депутата Верховной Рады Андрея Шевченко депутаты-оппозиционеры подписали обращение к первым лицам страны, с основными требованиями отставки Кабмина, досрочных выборов президента и парламента. Была создана Народная рада, как представительный орган территориальных общин Винницкой области.

## Волынская область

### Луцк
24 января митингующие осадили центр исполнительной власти Волынской области. Правда штурм так и не состоялся, потому что председатель Волынского областного совета Владимир Войтович и глава госадминистрации Борис Климчук написали заявление об отставке. Это заявление удовлетворило «протестное настроение» митингующих, ожидавших этих заявлений почти 4 часа в суровом январском морозе. 5 февраля указом президента Украины председатель Волынской ОГА был освобожден от обязанностей.

## Днепропетровская область

### Днепропетровск
26 января в результате противостояния участников народного вече, милиции и «титушек» у стен Днепропетровской областной государственной администрации, пострадали 10 человек, 4 госпитализированы. Из 10 пострадавших — 8 сотрудников милиции, а двое участники акции.
В Кировский райотдел милиции были доставлены 14 задержанных активистов, в частности координатор движения «Третья Украинская Республика», экс-депутат областного совета Вадим Шебанов. Милиция открыла три уголовных дела по ч. 1 ст. 294, ст. 2 ст. 342, ст. 348 Уголовного кодекса Украины.

## Житомирская область

### Житомир
23 января во время мирного митинга, который состоялся на площади Королева в Житомире, группа неизвестных совершила попытку захватить здание Житомирской областной государственной администрации. Депутаты Житомирского облсовета не приняли обращение к парламенту относительно политической ситуации на Украине, чем вызвали возмущение митингующих на улице под стенами ОГА. В Житомире также начато расследование по факту попытки захвата здания ОГА. 24 января митингующие осадили Житомирский городской совет, который в тот же день под давлением общественности выдвинул требования к Президенту Украины Виктора Януковича освободить всех задержанных активистов Майдана в Киеве. Эти требования суд признал незаконными.

## Закарпатская область

### Ужгород
27 января на площади Народной, возле Закарпатской ОГА собрались протестующие. Двери они не блокировали, потому что по периметру стояли правоохранители. Митингующие между баррикадами из мешков со снегом, установили новые палатки. Народное вече, которое собралось 27 января в Ужгороде, приняло решение о создании 28 января Народного совета Закарпатья. Закарпатский областной совет признал Народный совет Украины и проголосовал за создание Народного совета Закарпатья.

## Ивано-Франковская область

### Ивано-Франковск
Вечером 19 января активисты заблокировали военную часть № 1241 внутренних войск, когда им стало известно о том, что эту часть планируют отправить в Киев. Блокировка воинской части внутренних войск началось также в Калуше.
21 января глава Ивано-Франковска Виктор Анушкевичус заявил, что законы о диктатуре от 16 января 2014 были приняты в ручном режиме, с нарушением норм регламента Верховной Рады и вопреки Конституции Украины, и поэтому он считает их недействительными и не намерен их выполнять.
23 января началось блокирование здания Ивано-Франковской гособладминистрации.
24 января без особого сопротивления милиции и спецназа митингующие заняли здание Ивано-Франковскую ОГА. Митингующие создали живой коридор и выпустили оттуда милицию. Через несколько часов со стороны центрального входа митингующими были возведены баррикады вокруг ОГА высотой 2-3 метра. По факту захвата здания, милиция возбудила уголовное дело.
25 января на внеочередной сессии Ивано-Франковского облсовета было принято решение о запрете деятельности и символики КПУ и Партии регионов на территории области. Также депутаты поддержали решение запретить спецподразделения «Беркут» и другим спецназовцам приближаться ближе чем на 100 метров в админздание областной власти. Кроме того, своим решением облсовет обязал областную милицию в течение суток вернуть личный состав правоохранителей и спецподразделения из Киева и запретить выезд в столицу до 31 мая. Также депутаты Ивано-Франковского облсовета создали Народный совет как межфракционное объединение, в которую вошли 82 оппозиционные депутаты областного совета. Первое заседание началось сразу после сессии облсовета.

## Хмельницкая область

### Хмельницкий

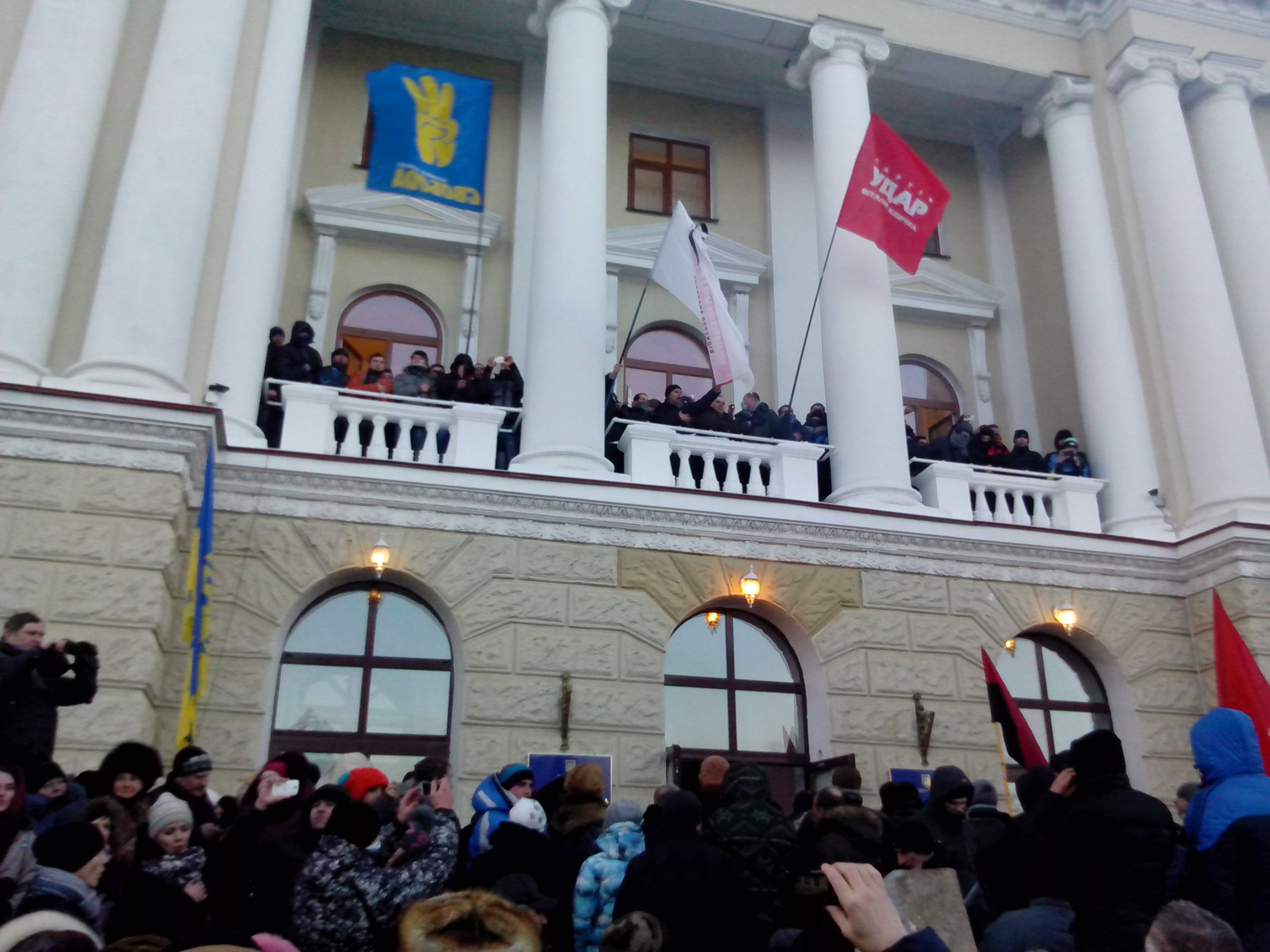
Митингующие, занявшие помещения Хмельницкого областной госадминистрации, поздравляют с балкона людей на площади Независимости.

23 января 2014 в Хмельницком, тысячи протестующих пикетировали Хмельницкую ОГА, обложив её баррикадами из мешков со снегом, бочек с водой и старых автомобильных шин, с требованием провести внеочередную сессию, чтобы принять обращение к действующей власти с призывом прекратить силовое противостояние в Киеве. Между тем Хмельницкий городской совет выступил против законов, принятых 16 января в Верховной Раде Украины и потребовала их отменить, привлечь к уголовной ответственности лиц, виновных в избиении и убийстве мирных демонстрантов и представителей СМИ, прекратить преследование всех участников мирных акций протеста, а также подписать в течение 2014 соглашение об ассоциации Украины с ЕС.
24 января состоялась внеочередная сессия Хмельницкого облсовета, на которой 60 из 62 депутатов проголосовали за обращение к Президенту и председателю Верховной рады с требованием отставки Кабмина, досрочных выборов Президента и Верховной Рады и прекращения преследования участников акций протеста. Митингующие заняли здание облсовета администрации, несмотря на сопротивление сотрудников спецподразделения «Грифон» и применения ими слезоточивого газа, и требовали отставки главы госадминистрации, однако тот сбежал.

## Черниговская область

### Чернигов

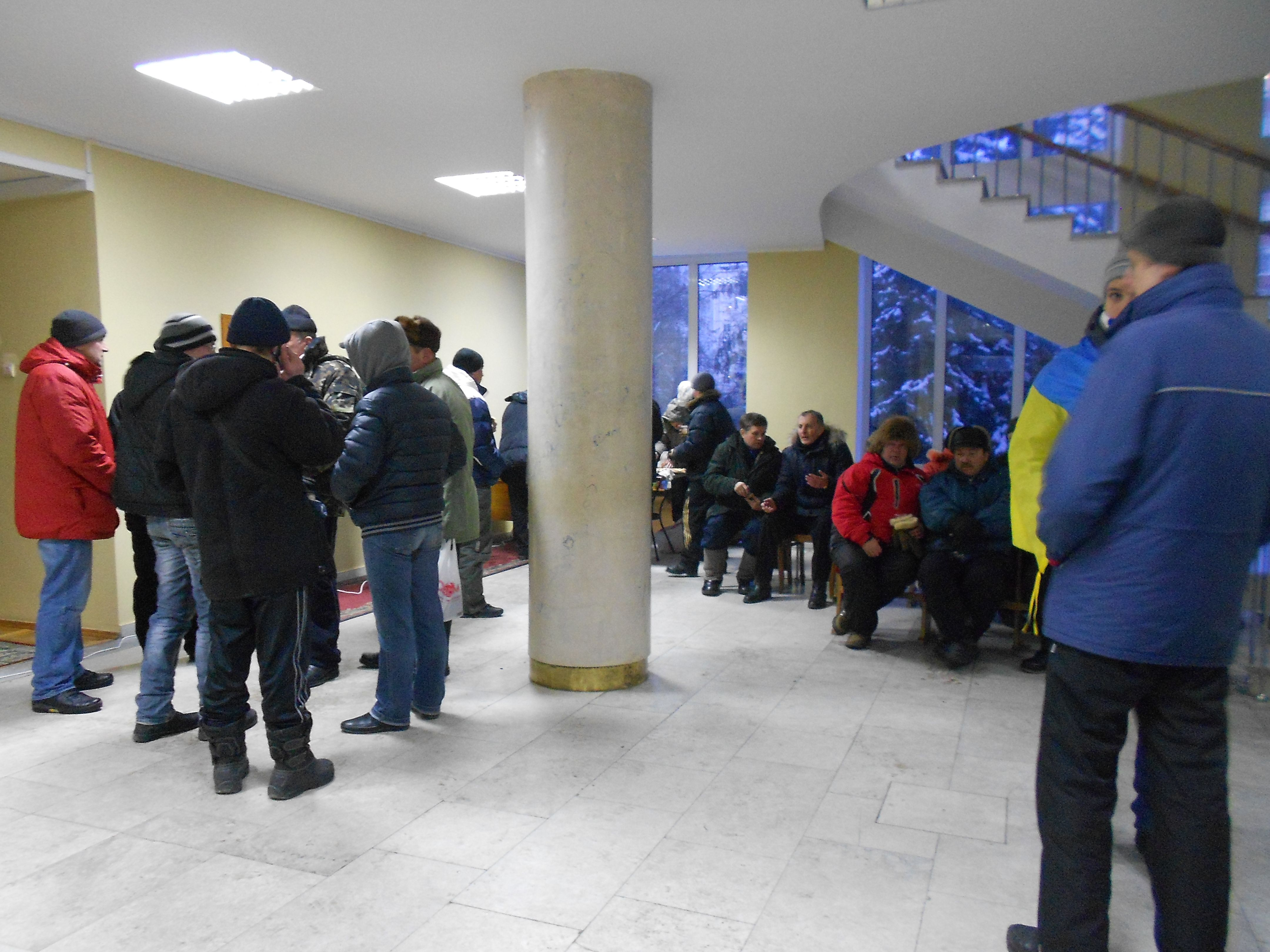
Митингующие в Черниговском облсовете 27 января 2014

24 января 2014 в 10:00 возле памятника Богдану Хмельницкому состоялся митинг «Анатомия беспредела власти». Присутствовало около 400 человек. 25 января 2014 в 10:30 начался новый митинг. Около 4000 человек присутствовали на митинге на Красной площади. Также неподалеку от митингующих расположились 500 сторонников власти. В 11:00 перед народом выступили депутаты Верховной Рады Олег Ляшко (внефракционный), Валерий Дубиль («Батьківщина»), Сергей Аверченко («УДАР») и Руслан Марцинкив («Свобода»). После этого начался штурм Черниговской ОГА. Админздание защищала милиция. Однако демонстранты оттеснили её и в 12:35 выломали двери. Депутаты пошли на переговоры. Во время штурма пострадали 2 человека, которых забрала скорая. Ещё во время штурма милиция задержала 6 активных протестующих. После переговоров они были отпущены. Но на этом события не закончились. Прокуратура возбудила уголовные дела за захват помещения.
В 12:00 26 января состоялось очередное вече на Красной площади.
27 января протестующие захватили Черниговский областной совет. На 19-00 была запланирована сессия депутатов.
28 января состоялась сессия облсовета. Присутствовали 75 из 100 депутатов. Было сделано заявление к Президенту Украины следующего содержания:
«Мы обращаемся к руководству воинских частей СБУ, МВД, ГНСУ действовать согласно данной народу Украины присяге. Обращаемся к Верховной Раде Украины и Президенту Украины отменить новые законы, ограничивающие конституционные права и свободы граждан, принятые Верховной Радой Украины 16 января 2014. Обращаемся к Верховной Раде Украины вернуться к Конституции 2004 года, провести судебную реформу и внедрить институт выбора судей. Просим проявить выдержку, взвешенность и мудрость во имя независимости Украины, демократического пути её развития, соблюдения прав и свобод людей. Единство нашего государства, достойная жизнь наших граждан стоят того, чтобы за это бороться в рамках законности и порядка. »
А также:
- Призвали к освобождению активистов и участников протестных акций.
- Призвали все политические силы Украины, общественных деятелей и граждан не нарушать Конституцию, не поддаваться на провокации, которые ставят под угрозу целостность, суверенитет и независимость государства.

На 28 января осада снята. Между тем, милиция начала приглашать на объяснения лиц, захватывали Черниговскую ОГА 25 января. Правоохранители открыли уголовные дела.